# Daniel Frank
Daniel « Dan » Frank (né en 1882 et décédé le 20 mars 1965) est un athlète américain spécialiste du saut en longueur. Il fut membre de la Saint-Louis Amateur Athletic Association puis du New Westside Athletic Club.

## Biographie

### Palmarès
| Date | Compétition           | Lieu        | Résultat | Performance |
| ---- | --------------------- | ----------- | -------- | ----------- |
| 1904 | Jeux olympiques d'été | Saint-Louis | 2e       | 6,89 m      |

### Records
| Épreuve          | Performance | Lieu | Date |
| ---------------- | ----------- | ---- | ---- |
| Saut en longueur | 7,30 m      |      | 1904 |